# Marco Mordente
Marco Mordente (nacido el 07 de enero de 1979 (46 años) en Teramo, Italia)  es un jugador italiano de baloncesto. Con 1.92 de estatura, juega en la posición de escolta. Juega en el Juvecaserta Basket.

## Equipos
- 1996-1999 Olimpia Milano
- 1999-2000  Virtus Ragusa
- 2000 Olimpia Milano
- 2000-2001 Pallacanestro Reggiana
- 2001-2002 Olimpia Milano
- 2002-2003 Pallacanestro Reggiana
- 2003 Mens Sana Siena
- 2003-2005  Pallacanestro Reggiana
- 2005-2008 Pallacanestro Treviso
- 2008-2011 Olimpia Milano
- 2011-2012 Virtus Roma
- 2012- Juvecaserta Basket